# Claude Zidi
Claude Zidi (Párizs, 1934. július 25. –) kétszeres César-díjas francia filmrendező, operatőr, forgatókönyvíró.

## Életpályája
Franciaország hajdani tengerentúli megyéjéből, Algériából származó szülők gyermeke.
Filmoperatőrként végzett a párizsi École Louis-Lumière-ben. Karrierjét mint segédoperatőr kezdte, majd több éven át rendezőasszisztensként dolgozott olyan nagynevű filmrendezők mellett, mint Claude Chabrol vagy Jacques Rivette.
1971-ben kezdett el önállóan filmet forgatni: első sikereit katonai témájú komédiáival aratta, sztárt csinálva a Charlots (Újoncok) popegyüttesből. Kezdte a Bolondos újoncokkal, melyet évente egy-egy újabb film követett: A stadion őrültjei, A nagy kóceráj és 1974-ben Az újoncok háborúba mennek.
Ezután igazi nagy sztárokkal filmezett, és vált franciásan könnyed nevettetővé. Előbb a „magas szőke férfi”, Pierre Richard következett Jane Birkinnel az oldalán, az Ahová lépek, ott fű nem terem és a A hajsza című filmekkel. 1976-ban a Szárnyát vagy combját? című filmjében Louis de Funès-t Coluche-sel hozta össze, 1978-ban pedig Annie Girardot-val a Marakodók-ban. Coluche volt az egyik kedvence: ő a kulcsszereplője a Fürkész felügyelő, a Titokban Hongkongban és A gag királyai című filmjeinek.
1984-ben három César-díjjal – köztük a legjobb rendezőnek járóval – jutalmazták Zsaroló zsaruk filmjét, amelynek folytatását 1990-ben, majd 2003-ban készítette el. A 6 millió nézőt vonzott és szép kasszasikert aratott Zsaroló zsaruk után komolyabb témájú filmeket forgatott, egy szentimentális drámát Gérard Depardieu és Maruschka Detmers főszereplésével (Deux), amit a Titkolt titkos ügynök (1991) és a Profil bas (1993) követett. Megpróbált visszatérni a komédiához, azonban az Arlette szerencséje (1997) hűvös fogadtatásban részesült. A híres képregényt feldolgozó Asterix és Obelix viszont 1999-ben ismét kasszasiker lett.
Nős, felesége Danièle Thompson.

## Filmjei
- 1971 – Bolondos újoncok (Les bidasses en folie)
- 1972 – A stadion őrültjei (Les Fous du stade)
- 1973 – A nagy kóceráj (Le Grand Bazar)
- 1974 – Az újoncok háborúba mennek (Les Bidasses s'en vont en guerre)
- 1974 – Ahová lépek, ott fű nem terem (La Moutarde me monte au nez)
- 1976 – A hajsza (La Course à l'échalote)
- 1976 – Szárnyát vagy combját? (L'Aile ou la cuisse)
- 1977 – Az állat (L'Animal)
- 1978 – Marakodók (La Zizanie)
- 1979 – Ostoba, de fegyelmezett (Bête mais discipliné)
- 1980 – Éretlenek (Les Sous-doués)
- 1980 – Fürkész felügyelő / Gyanútlan gyakornok (Inspecteur la Bavure)
- 1982 – Éretlenek a tengerparton (Les Sous-doués en vacances)
- 1983 – Titokban Hongkongban (Banzaï)
- 1984 – Zsaroló zsaruk (Les Ripoux)
- 1985 – A gag királyai (Les Rois du gag)
- 1987 – Gonosztevők társasága (Association de malfaiteurs)
- 1989 – Ketten (Deux)
- 1989 – Zsaroló zsaruk 2. (Ripoux contre ripoux)
- 1991 – Titkolt titkosügynök (La Totale !)
- 1993 – Profil bas
- 1997 – Arlette szerencséje (Arlette)
- 2000 – Asterix és Obelix (Astérix et Obélix contre César)
- 2001 – Bulizóna (La Boîte)
- 2003 – Zsaroló zsaruk 3. (Ripoux 3)